# Single Document Interface
Grafische applicaties, die gebruikmaken van aparte vensters met ieder een eigen lint, hebben een Single Document Interface. Andere interfaces zijn de Multiple Document Interface en de Tabbed Document Interface. De verschillen zitten in de manier waarop, wanneer tegelijk verschillende vensters in een toepassing worden gebruikt, de verschillende vensters zichtbaar zijn en kunnen worden aangeroepen.